# Larry Crockett
Larry "Crash" Crockett (Cambridge City, Indiana, 23 oktober 1926 – Langhorne, Pennsylvania, 20 maart 1955) was een Amerikaans Formule 1-coureur. Hij reed 1 Grand Prix; de Indianapolis 500 van 1954 waarin hij als negende finishte. Het jaar daarop stierf hij bij een raceongeluk. 